# Oreto-Perez
Oreto-Perez è la decima unità di primo livello di Palermo.
È situata nella zona meridionale della città. È sorta nel dopoguerra, con edilizia di carattere popolare.
Fa parte della III Circoscrizione.